# Jacques Beauvallet
Pour les articles homonymes, voir Beauvallet.
Jacques Beauvallet, né le 13 septembre 1909 à Dieppe et mort le 16 janvier 2000 à 
Nancy, est un général français.

## Biographie
Polytechnicien de la promotion de 1929, il opte pour l'arme de l'artillerie. Capitaine en Indochine durant la Seconde Guerre mondiale, il est capturé et torturé par les Japonais en 1945.
Durant la guerre d'Algérie, il sert comme colonel puis comme général de brigade. À son retour en France, il est affecté au Haut Commissariat à l'énergie atomique. Promu général de division en 1962, il est employé comme inspecteur de l'artillerie.
Élevé au rang de général de corps d'armée en 1965, il est nommé membre du Conseil supérieur de la guerre et Commandant de la 2e région militaire à Lille. En 1967, il devient Gouverneur militaire de Metz et Commandant de la 6e région militaire. Il est élevé au rang de général d'armée en 1968.
Il exerce enfin les hautes fonctions de Secrétaire général de la Défense nationale de 1970 à 1973.

## Sources
- Nécrologie du journal Le Monde, 20 janvier 2000.